# Nieuwleusen
Nieuwleusen (Nedersaksisch: Ni'jlusen of Ni'jluusn [nɪj lyːzn̩]) is een plaats en voormalige gemeente in de Nederlandse provincie Overijssel. Bij de gemeentelijke herindeling van 2001 is het leeuwendeel van de gemeente Nieuwleusen bij de gemeente Dalfsen gevoegd. Een ander deel is bij de gemeente Zwolle gevoegd, waaronder De Lichtmis. Nieuwleusen telde op 1 januari 2023 9.515 inwoners.

## Omgeving

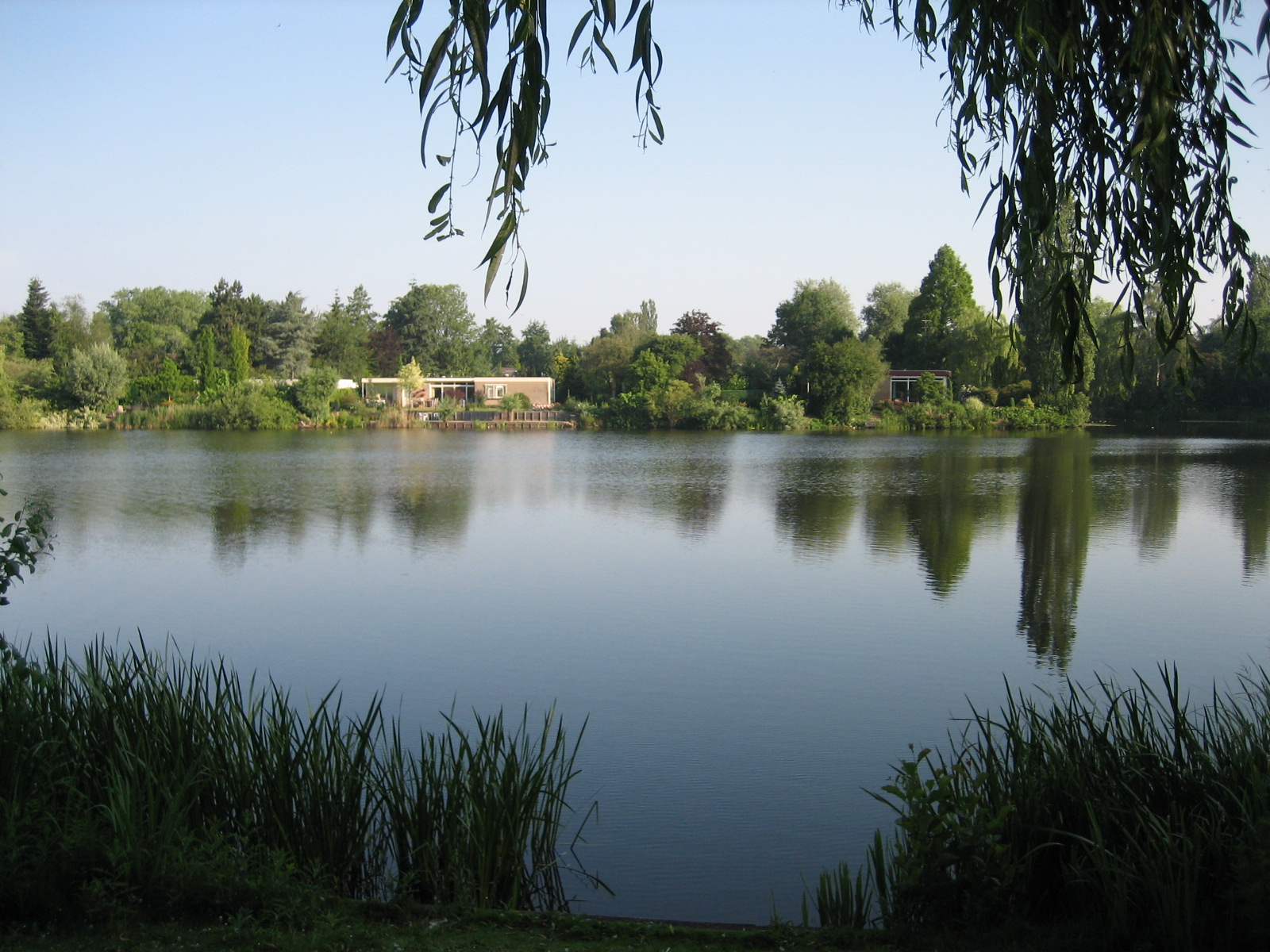
De oude en nieuwe Hulsterplas zijn grote vijvers met wandelpaden in Nieuwleusen-Noord

Ten noorden van Nieuwleusen liggen het gehucht Punthorst en het Staphorster bos. Ten zuiden ligt Dalfsen en ten oosten Balkbrug. In het westen ontmoeten de N377 en de A28 (richting Zwolle en Meppel) elkaar bij de vroegere schans De Lichtmis. Nieuwleusen ligt tussen de Overijsselse Vecht in het zuiden en de Reest in het noorden. De plaats wordt bij de landstreek Salland gerekend, en recentelijk ook wel bij het Overijssels Vechtdal.
Nieuwleusen heeft een zuidelijk gedeelte (het oudste) en een noordelijk gedeelte, gescheiden door sportvelden en -voorzieningen. In Nieuwleusen-Noord liggen de oude en nieuwe Hulsterplas, twee grote, met elkaar verbonden vijvers die tussen de jaren zestig en tachtig zijn uitgebaggerd. In Nieuwleusen-Zuid ligt de kern de Kerkenhoek met de Grote Kerk uit 1830 (oorspronkelijk gebouwd in 1660), ' 't Olde Gemientehuus' (het voormalige gemeentehuis) en het wandelgebied Palthebos, dat eens in het bezit was van het predikanten- en grondbezittersgeslacht Palthe. Op diverse locaties vindt nieuwbouw plaats, met name in het westen (de Westerbouwlanden). Plattelandskernen en (voormalige) buurtschappen die bij Nieuwleusen horen zijn Den Hulst in het noorden, De Meele in het noordwesten en het Ruitenveen in het zuidwesten.
Verdeeld over Nieuwleusen zijn een aantal christelijke en openbare basisscholen. Centraal in Nieuwleusen ligt de middelbare school 'Agnieten College Nieuwleusen'. Deze school behoort tot Landstede te Zwolle.

## Bereikbaarheid
Nieuwleusen is met verschillende bussen te bereiken:
- SnelRRReis 217 (Zwolle - Dedemsvaart) rijdt op weekdagen minstens elk half uur in beide richtingen langs Nieuwleusen en maakt daar twee stops.
- ComfortRRReis 301 (Zwolle - Dedemsvaart) rijdt minstens elk halfuur door Nieuwleusen (zowel richting Dedemsvaart als richting Zwolle).
- Buurtbus 591 verbindt Nieuwleusen met station Dalfsen. De buurtbus rijdt overdag ieder uur van maandag tot en met zaterdag.

De busdiensten worden sinds 11 december 2022 uitgevoerd door EBS onder de naam RRReis.
Met de auto is Nieuwleusen vanaf De Lichtmis en Coevorden te bereiken via de N377 (Den Hulst); vanaf Dalfsen via de Dedemsweg en vanaf Zwolle via het bedrijventerrein Hessenpoort over de N758 (Westeinde).

## Geschiedenis

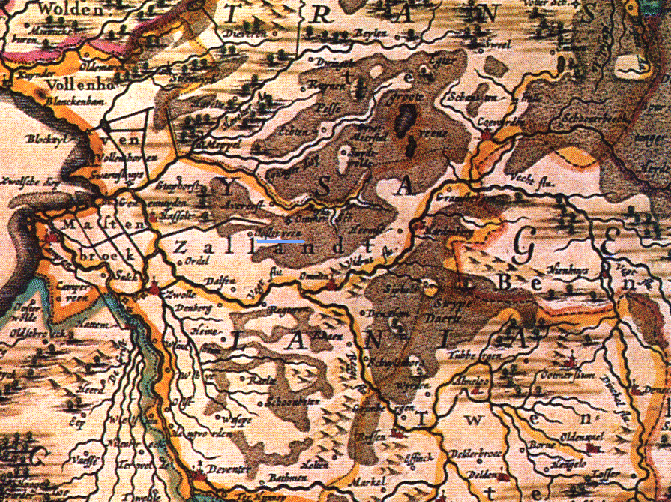
Het Oosterveen, dat zich tot Nieuwleusen zou ontwikkelen, onderstreept op een kaart door Janssonius (1658). De donkerbruine delen zijn veengebieden. Klik om te vergroten.

Nieuwleusen is ontstaan in de eerste helft van de zeventiende eeuw. Het gebied tussen de Vecht en de Reest, van Coevorden tot Hasselt, bestond in die tijd voornamelijk uit ontoegankelijke veenmoerassen. Het hoogveen lag op dekzand en werd naar het zuiden toe steeds dunner. Het gebied waar Nieuwleusen nu ligt, heette het 'Ommer moer' (Ommer veenmoeras). Het dorp Nieuwleusen ligt op een zandtong die vroeger boven het hoogveen uitstak.

### De Leussener Compagnie

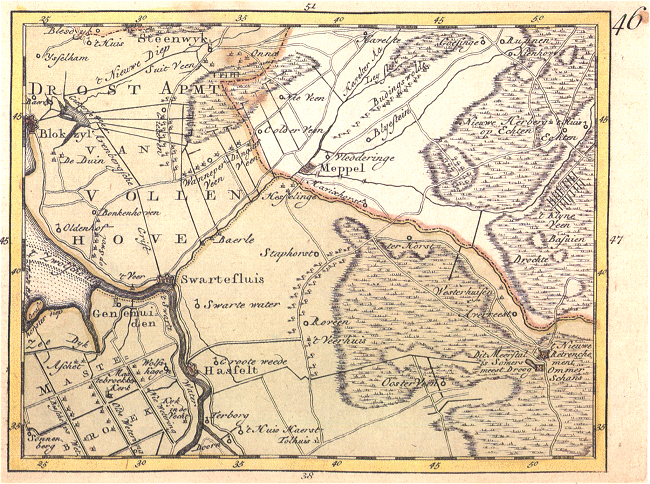
Het 'OosterVeen' in 1773. De lijn erboven is de Beentjesgraven, in 1809 gevolgd voor het traject van de Dedemsvaart. Klik om te vergroten.

Op 8 januari 1631 werd de Leussener Compagnie opgericht door bewoners van Zwolle en Kampen om het vooral uit hoogveenmoerassen bestaande gebied ten noorden van Leusen, eigendom van de Marke van Leusen, te ontginnen. De ontginning is vooral ter hand genomen door pioniers uit Leusen. De eerste boerderijen van de nieuwe nederzetting stonden aan 'Het Pad', de tegenwoordige weg Oosterveen. Zodoende kreeg de nederzetting de naam Oosterveen, zoals aangegeven op vroege kaarten. Toen eenmaal de naam Nieuwleusen in gebruik werd genomen, kreeg het oorspronkelijke Leusen de naam Oudleusen (Nedersaksisch: Oldlusen). De naam Leusen is waarschijnlijk afgeleid van 'lo-essen'; houtessen (een es is een hoog gelegen akker).
Tussen 1640 en 1646 bouwde de edelman Zweer van Haersolte aan het Oosterveen de havezate Oosterveen. Deze werd afgebroken in 1862; een maquette is te bezichtigen in het historisch museum van het dorp (zie hieronder). In 1655 werd aan het Oosterveen een huis voor een schoolmeester gebouwd. Het doopregister van Nieuwleusen werd bijgehouden vanaf 1659. De eerste predikanten zijn uit Zwolle, Dalfsen en Ommen beroepen. De eerste predikant was dominee Van Bercum, die in 1663 werd beroepen.

### De Dedemsvaart
In 1809 begon de in Zwolle geboren mr. Willem Jan baron van Dedem (1776-1851) met de aanleg van het kanaal de Dedemsvaart door Noord-Overijssel. Het kanaal was bedoeld voor het vervoer van turf, dat in dit deel van Nederland op grote schaal werd gestoken. Het kanaal liep uiteindelijk van het Zwarte Water in Hasselt tot de Vecht bij Gramsbergen. In 1811 ging het kanaal tot aan Balkbrug (voorbij Nieuwleusen). Ter hoogte van Nieuwleusen liep de Dedemsvaart door de buurtschap Den Hulst, voor het eerst genoemd in de vroege achttiende eeuw. Bij Den Hulst was de Ommerdiekerbrug, en de Ommerdiek (nu de hoofdstraat de Burg. J.P. Backxlaan) voerde in zuidelijke richting naar Nieuwleusen. Den Hulst groeide in de twintigste eeuw uit tot Nieuwleusen-Noord.
Langs de Dedemsvaart werd in 1885 een spoorlijn gelegd voor een stoomtram, die geëxploiteerd werd door de Dedemsvaartsche Stoomtramweg-Maatschappij. De stoomtram reed door Den Hulst tussen Dedemsvaart en Zwolle totdat dit vervoermiddel door auto's en bussen overbodig werd gemaakt. Toen het kanaal tegen de tweede helft van de twintigste eeuw ook haar economische betekenis had verloren, werden grote delen ervan drooggelegd, waaronder (in 1969) het deel dat door Den Hulst liep. Van Hasselt tot aan de buurtschap De Meele ten westen van Den Hulst bestaat de Dedemsvaart nog, evenals op andere gedeeltes van het traject. Na de drooglegging werd de N377 aangelegd, die deels het traject van de vroegere Dedemsvaart volgt. De eerder genoemde oude Hulsterplas is ontstaan door winning van zand dat nodig was om de Dedemsvaart te dempen.

### De gemeente Nieuwleusen

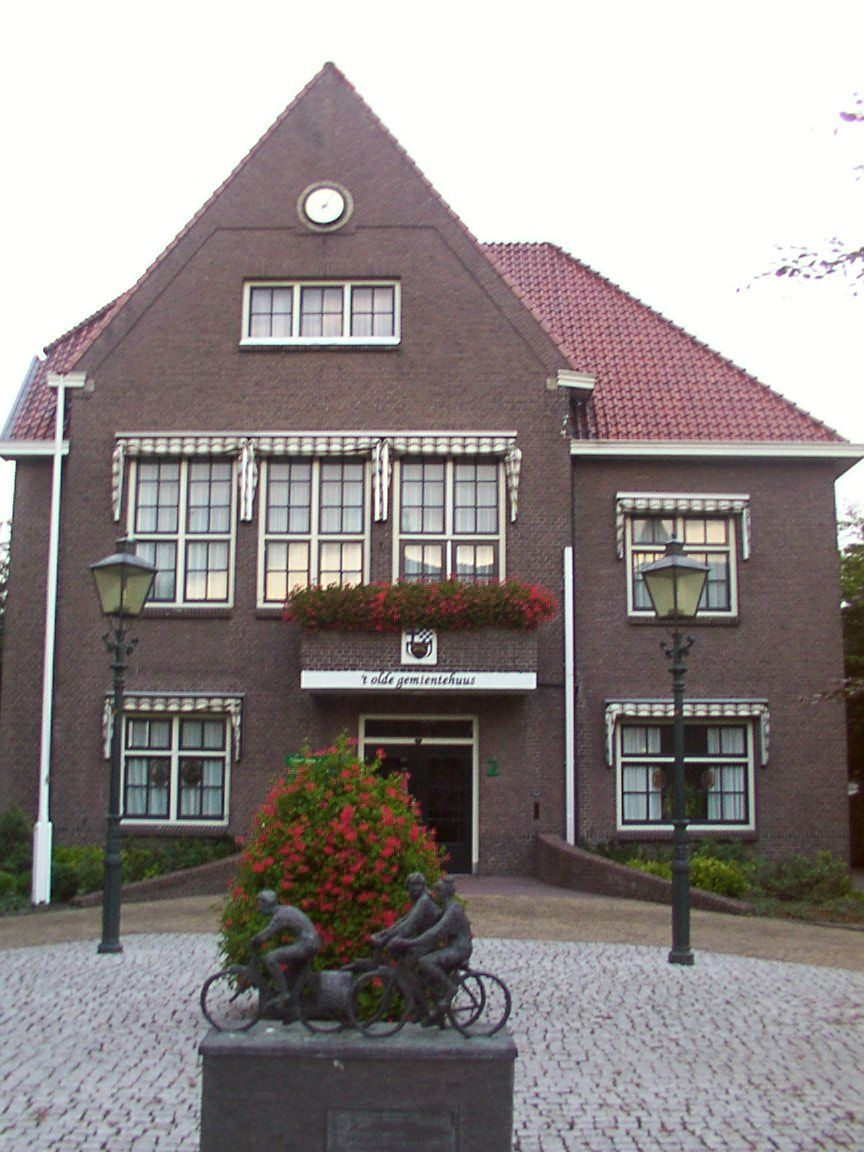
't Olde Gemientehuus, het voormalige gemeentehuis van Nieuwleusen. Het beeldje op de voorgrond geeft de betekenis aan die de rijwielindustrie in de twintigste eeuw voor het dorp had.

Aan het begin van de achttiende eeuw vormde Nieuwleusen één gemeente met de buurtschap Avereest. Op 1 juli 1818 werden de gemeentelijke budgetten gescheiden en werd Nieuwleusen een zelfstandige gemeente. Tot 1833 was er echter nog een 'personele unie' en een gedeelde burgemeester met Avereest. In 1899 verkreeg Nieuwleusen een gemeentewapen. Net zoals bij andere gemeenten was de reden van de aanvraag de bouw van de nieuwe vergaderzaal van de Provinciale Staten van Overijssel. Het wapen is samengesteld uit de wapens van Dalfsen en Zwollerkerspel, omdat de Marke van Leusen onderdeel was van Dalfsen en een deel van de gemeente Zwollerkerspel bij de gemeente Nieuwleusen was betrokken. Het onderste gedeelte van het wapen symboliseerde de landbouw. In 1954 werd aan het gemeentewapen een kroon toegevoegd. De gemeente Nieuwleusen bestond tot 31 december 2000. Het voormalige gemeentewapen is nu het officiële 'dorpswapen'. In de gemeente was een plaatselijke politieke partij actief, Gemeentebelangen Nieuwleusen geheten, na de gemeentelijk herindeling van 2001 doorgegaan als Algemeen Belang 2000 (AB2000) en in 2005 samengegaan met Gemeentebelangen Dalfsen (GBD) tot Gemeentebelangen.

### De Rollecate
In 1913 werd in Den Hulst de eerste rijksopleiding voor leraressen in de landbouwhuishoudkunde geopend, De Rollecate. Mr. W.J. baron van Dedem (1853-1922) had zijn gelijknamige landgoed beschikbaar gesteld om deze opleiding mogelijk te maken. Het huis De Rollecate was rond 1654-1655 gebouwd in Vollenhove, in 1821 door een Van Dedem afgebroken en in Den Hulst aan de Dedemsvaart weer opgebouwd. De opleiding stond onder leiding van de dochter van Theda Wilhelmina Scheltje Mansholt (1879-1956), tante van Sicco Mansholt (en later van de schaatsster Gretha Smit). Zij was de belangrijkste initiatiefneemster voor onderwijs van plattelandsvrouwen in de huishouding, landbouw en tuinderij. In 1930 verhuisde de opleiding naar Deventer en werd het huis De Rollecate afgebroken.
Tegenwoordig heet het industrieterrein ten noorden van Nieuwleusen De Rollecate. Ook de Rollecaterbrug over het spoor naar Groningen/Leeuwarden herinnert aan het landgoed.

### Union
In 1904 kwam in Den Hulst de rijwielhandel van de gebroeders Van den Berg, uitgegroeid tot de fietsenfabriek Union, die een belangrijke rol heeft gespeeld voor de werkvoorziening in Nieuwleusen. Op 10 juni 1976 ging bij een brand het oude Uniongebouw verloren. In de laatste decennia van haar bestaan kende Union een lange reeks financiële en bestuurlijke problemen. In 2001 ging het bedrijf failliet en kwam onder curatele van het Sociale Werkvoorzieningschap Larcom in Ommen. Twee jaar later werd de fabricage verplaatst naar een bedrijfshal op het industrieterrein De Grift. In 2005 is Union verkocht aan Dutch Bicycle Group in Schiedam - het feitelijke einde van het bedrijf. Alleen de productie bleef met een driejarig contract in handen van Larcom in Nieuwleusen. De voormalige fabriekshal van Union werd vervolgens gebruikt door meerdere bedrijven. Dit gebouw ging bij een verwoestende brand op 29 mei 2009 in vlammen op.

## Industrie en handel
Ondanks het faillissement van Union is er nog steeds veel industriële bedrijvigheid in Nieuwleusen, geholpen door de voordelige ligging van het dorp. Er zijn diverse industrieterreinen (De Meele, De Evenboer, De Rollecate, De Grift).

### Winkeliers
Naast de industrie is er ook grote bedrijvigheid in de particuliere sector. Er zijn twee winkelkernen: één in Nieuwleusen-Noord en één in Nieuwleusen-Zuid. De laatste is in 2007 vernieuwd, met een nieuw woon-/winkelplein. In Nieuwleusen-Noord kwam een kleine zaterdagmarkt. De winkeliers van Zuid wilden ook graag een markt, zodat de winkels in dat gebied meer klanten zouden krijgen. Om de verschillen op te lossen werd besloten om de markt ieder halfjaar van locatie te veranderen. Op 1 oktober 2011 is de markt definitief naar het marktplein in Zuid gegaan wat eerst in Noord (Den Hulst) niet geaccepteerd kon worden. De noordelijke winkeliersvereniging organiseert regelmatig acties die slechts bij de noordelijke winkels lopen en vice versa.

## Cultuur

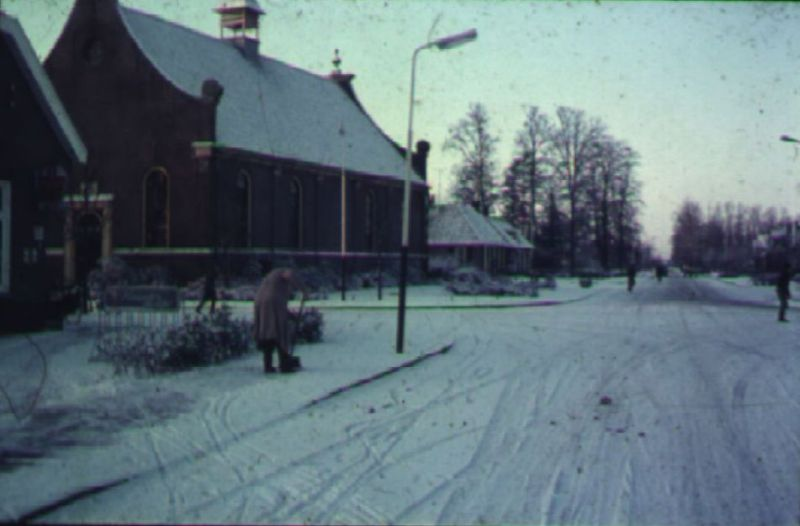
De zuidelijke dorpskern de Kerkenhoek bij winterdag, met de Grote Kerk (1930)

In 1982 bestond Nieuwleusen 350 jaar en is de Historische Vereniging "Ni'jluusn van vrogger" opgericht. Deze vereniging heeft in 1998 in de kern de Kerkenhoek het Museum Palthehof opgericht. In dit museum zijn vaste en wisselende tentoonstellingen over het Nieuwleusen van vroeger. Ook is er een Grammofoonmuseum waar oude grammofoons te bekijken en te beluisteren zijn.
Sinds 1925 speelt in Nieuwleusen de christelijke muziekvereniging de Broederband. Andere muziekverenigingen zijn Excelsior, Crescendo Excelsior en de accordeonvereniging Con Brio. Ook zingt in Nieuwleusen onder meer het christelijke koor de Hazeuzangers.

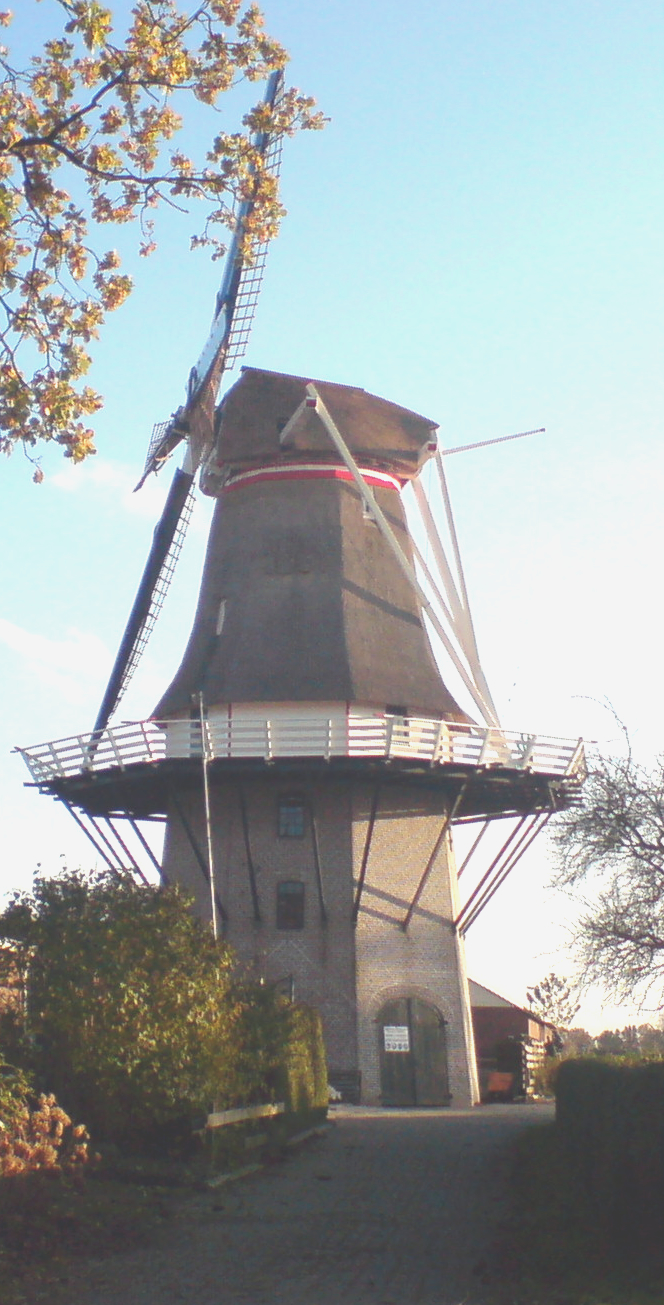
De molen van Massier na restauratie

Aan het Westeinde langs de grens met Dalfsen staat de molen Massier uit 1861, de laatste van zes molens die in Nieuwleusen hebben gestaan. Aan het eind van 2007 is de stichting Molen Massier begonnen aan een restauratie die de molen weer maalvaardig moet maken. Deze restauratie werd in oktober 2008 'bekroond' met het plaatsen van de kap en wieken op de romp.
Sinds 2004 doet het Mega Piraten Festijn, dat in het teken staat van Nederlandstalige piratenzendermuziek, jaarlijks Nieuwleusen aan met een grote feesttent. De laatste (11ste) editie was op 27 oktober 2018, en trok 6.700 bezoekers.
De lokale omroep van Nieuwleusen, Dalfsen en Ommen is Vechtdal FM. De omroep is gevestigd aan de den Hulst boven het pand van Bos Bedden in Nieuwleusen.

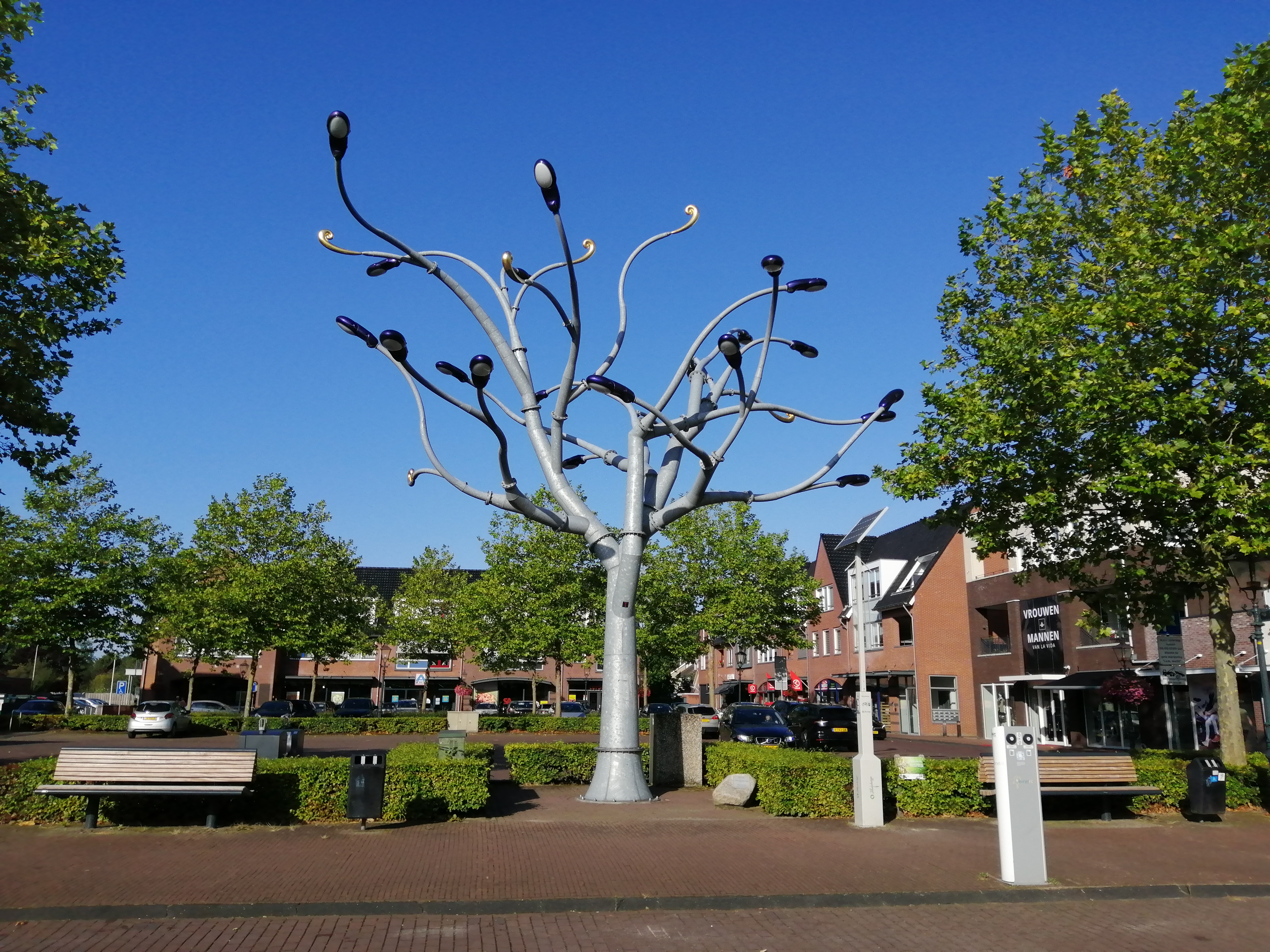
"Noli me tangere" (='Raak me niet aan') van de Belgische kunstenaar Luk van Soom

In het winkelcentrum Kerkenhoek staat op de Grote Markt sinds 2008 een kunstwerk in de vorm van een gegalvaniseerd stalen boom met de titel "Noli Me Tangere" van de Belgische kunstenaar Luk van Soom. Het kunstwerk kostte € 120.000 en dit werd door een deel van de plaatselijke bevolking zwaar bekritiseerd.

## Sport
Nieuwleusen heeft een cluster aan overdekte en openlucht-sportfaciliteiten die de noordelijke en zuidelijke helft van het dorp scheiden. Er bevinden zich hier voetbalvelden, tennisbanen, een sporthal-cum-wijkcentrum (De Spil), een ijsbaan en een openluchtzwembad (De Meule). Er zijn twee voetbalverenigingen, USV Nieuwleusen (4e klasse zondag) en S.V. Nieuwleusen (1e klasse zaterdag). Ook is er een Schietsport Vereniging voor luchtgeweer/luchtpistool en kruisboog, een Hengelsport Vereniging "De Voorn", een zwemclub ZPC Nieuwleusen, een motorclub, een fietsclub toerclub Nieuwleusen, een korfbalvereniging d'Ommerdieck en volleybalvereniging Flash Nieuwleusen. Volgens de gemeente Dalfsen heeft Nieuwleusen het hoogste percentage motoreigenaars van Nederland. Verder heeft ook het succesvolle motorsport-team Ten Kate zijn basis in deze plaats.

## Taal
Het in Nieuwleusen gesproken dialect hoort bij het Nedersaksisch. Diverse dialectkaarten geven aan dat Nieuwleusen gedeeltelijk of geheel in het (Zuidwest-Zuid-)Drentse taalgebied ligt. (De Overijsselse plaatsen Staphorst, Dedemsvaart en Slagharen liggen ook in dat gebied.) Maar aangezien Nieuwleusen in Salland ligt, wordt het Nieuwleusens meestal als Sallands beschouwd.
De dialectoloog Harrie Scholtmeijer rekent het Nieuwleusens niet tot het Sallands of Drents, maar tot het Noord-Overijssels (volgens zijn indeling van de Overijsselse dialecten: hij zegt hiermee niets over verwantschap met de dialecten in Drenthe). Het Noord-Overijssels heeft, net als het Zuidwest-Zuid-Drents, lange klinkers voor een groep woorden die in het Sallands korte of uitgerekte klinkers hebben. En evenmin als het Zuidwest-Zuid-Drents heeft het Noord-Overijssels een umlaut in het verkleinwoord zoals het Sallands die kent. De dialectoloog Hendrik Entjes, die de laatste periode van zijn leven in Nieuwleusen woonde, gaf aan dat in Nieuwleusen niet één enkele dialectvariant wordt (of werd) gesproken, en dat er zowel Drentse als Sallandse invloeden zijn:
- "[Nieuwleusen] heeft een oud gedeelte, in het zuiden, en een nieuw gedeelte, ontstaan toen de Dedemsvaart gegraven werd. Dat heette vroeger De Hulst. Daar had je oude boerderijen op zandkoppen die boven het veen uitkwamen. Maar De Hulst is nooit uitgegroeid tot een duidelijke veenkolonie. Nu heb ik hier indertijd RND-opnamen gemaakt. Eén in Nieuwleusen en één in De Hulst. Maar nu ik die met elkaar vergelijk, merk ik dat ik indertijd in De Hulst zegslieden heb gehad die van die oudere boerderijen kwamen. En als ik naar mensen ga die afstammen van die veenmensen, van toen de Dedemsvaart gegraven werd, dan is daar een duidelijk dialectverschil. En hier zegt men dan: er is wel enig verschil tussen noord en zuid. Maar dan bedoelt men: tussen de afstammelingen van de oude bewoners en hen die hier later zijn komen wonen. [...] De oude Vechtstreek zegt bijvoorbeeld etten, maar in de Veenkolonies vind je eten. Ik denk dat dat uit Drente komt. En van die kolonietaal probeer ik iets terug te vinden. Je kunt dan van een Veenkoloniaals in Overijssel spreken."

Zoals het geval is met de Nedersaksische dialecten in het algemeen, neemt het gebruik van het Nieuwleusens dialect af en wordt er steeds meer Standaardnederlands gesproken. Waar het dialect nog gebruikt wordt, vernederlandst het. Het Nieuwleusens wordt af en toe in uitgaven gebruikt, zoals in het tijdschrift van de Historische Vereniging "Ni'jluusn van vrogger". Van de woordenschat en uitdrukkingen is het een en ander vastgelegd.

### Taalvoorbeeld
Zo kwamp Klaos dan met zien negotie bij een gezin waor ak de name niet van numen wille. De vrouw begun der over: "Klaos, wat ek eheurd. Heb ie onlangs bij Griete eslaopen? Wat muk dor nou van denken?" Klaos had zien antwoord niet klaor. Wat mus hij daor nou op zeggen? Mar hij kreeg hulpe. Er ging een schip deur de Dedemsvaort en het mag dan wel toevallig wezen, mar opiens zei Klaos tegen de vrouwe: "Dreit oe ies umme en leest ies wat op det schip stiet". Het mense kreeg een kleur tot achter de oren, want zij lezen de woorden: "ZIET OP U ZELVEN".
Nederlands:
Zo kwam Klaas dan met zijn handelswaar bij een gezin waar ik de naam niet van wil noemen. De vrouw begon erover: "Klaas, wat heb ik gehoord. Heb jij onlangs bij Greet geslapen? Wat moet ik daar nou van denken?" Klaas had zijn antwoord niet gereed. Wat moest hij daar nou op zeggen? Maar hij kreeg hulp. Er ging een schip door de Dedemsvaart en het mag dan wel toevallig zijn, maar ineens zei Klaas tegen de vrouw: "Draai je eens om en lees eens wat er op dat schip staat". Het mens kreeg een kleur tot achter de oren, want zij las de woorden: "ZIET OP U ZELVEN".
Uit 'Olde Kloas' door Berend van Duren, in Gees Bartels-Martens (1997), Een rondje Nieuwleusen.

## Bekende Nieuwleusenaren
- Harry Been (1949), sportbestuurder
- Anita Berry (1937), zangeres
- Benjamin Boers (1871-1952), communist en hervormd predikant
- Sander Borgers (1917-1985), nationaalsocialist en oorlogsmisdadiger tijdens de Tweede Wereldoorlog
- Willem Jan van Dedem (1776-1851), veenbaas
- Hendrik Entjes (1919-2006), taalkundige en hoogleraar
- Manon Flier (1984), volleybalster
- Joost Marsman (1974), zanger, tekstschrijver, saxofoonspeler, gitarist en pianist
- Hendrik Sterken Rzn (1915-2010), publicist, dichter en volksmuzikant[25]
- Ernst Jan Robert Sudhölter (1953), scheikundige en hoogleraar
- Jan Waterink (1890-1966), predikant, psycholoog, pedagoog en hoogleraar
- Aalt Westerman (1946), streektaalzanger en entertainer
- Pieter Zandvliet (1969), Beeldend kunstenaar